# Tipula (Sinotipula) umbra
Tipula (Sinotipula) umbra is een tweevleugelige uit de familie langpootmuggen (Tipulidae). De soort komt voor in het Nearctisch gebied.